# Euchalinus variegatus
Euchalinus variegatus är en stekelart som först beskrevs av Gyöö Viktor Szépligeti 1908.  Euchalinus variegatus ingår i släktet Euchalinus och familjen brokparasitsteklar. Inga underarter finns listade i Catalogue of Life.